# Erkin Alptekin
Erkin Alptekin (uigurisch ئەركىن ئالپتەكىن, chinesisch 艾尔肯·阿布甫泰肯; * 4. Juli 1939 in Lanchow, Gansu, Republik China) ist ein uigurischer Exilpolitiker und Sohn des 1995 verstorbenen Unabhängigkeitsaktivisten İsa Yusuf Alptekin.
Erkin Alptekin emigrierte 1949 bei der Machtergreifung der Kommunisten in Xinjiang zusammen mit seinen Eltern ins indische Kaschmir. 1971 begann Alptekin für das in München agierende Radio Liberty zu arbeiten, verließ diesen Posten jedoch, als 1979 die Sparte für die uigurische Minderheit in der Sowjetunion eingestellt wurde.
Ab 1985 war Alptekin im in diesem Jahr gegründeten „Alliierten Komitee der Völker Ostturkestans, Tibets und der Inneren Mongolei“ („Allied Committee of the Peoples of East Turkistan, Tibet and Inner Mongolia“) aktiv. 1998 ließ die US-Regierung die erste Konferenz des Komitees an der Columbia University in New York City zu. An der Konferenz nahmen auch Mitglieder der Regierung Clinton und des US-Kongresses teil.
Eine Zeit leitete er die 1991 gegründete Unrepresented Nations and Peoples Organization (UNPO), zu deren Mitbegründern er gehört. 1992 gründete er in Kasachstan, in dem ein großer Teil der uigurischen Diaspora (ca. 300.000 Personen) lebt, die „Bewegung zur Befreiung Uiguristans“. Nach seiner Ausweisung aus Kasachstan 1994 gründete Alptekin in München die „Ostturkestanische Union in Europa“. 
In den Jahren 2004 bis 2006 war er der erste Präsident des in München gegründeten Weltkongresses der Uiguren. Abgelöst wurde er von Rebiya Kadeer. 
Erkin Alptekin ist verheiratet und hat zwei Kinder. Er lebt in Würzburg.